# 大采勒胡特山

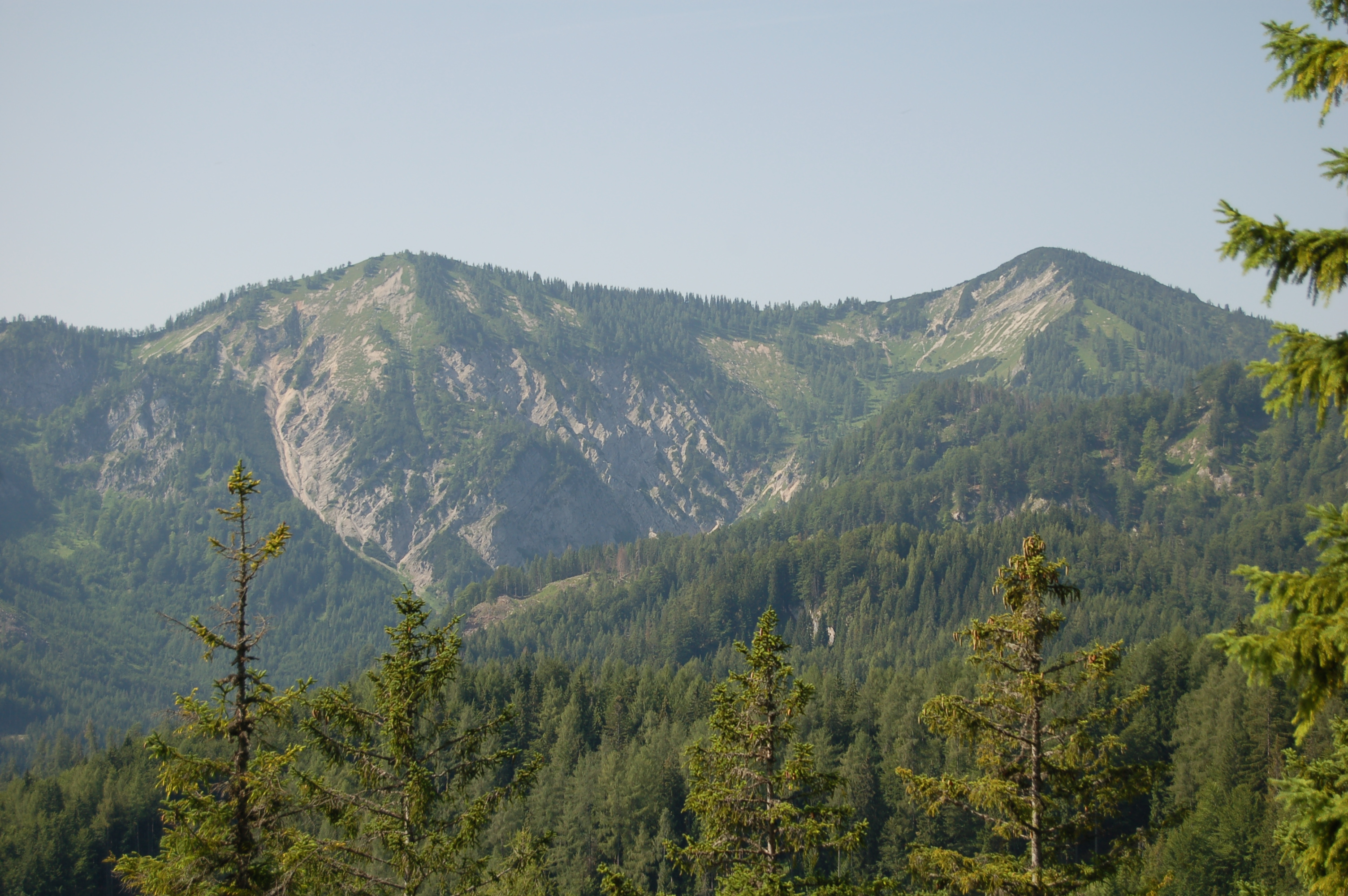

47°45′13″N 15°12′01″E / 47.753575°N 15.200244°E
大采勒胡特山（德語：Großer Zellerhut），是奧地利的山峰，位於該國東北部，處於下奧地利州和施泰爾馬克州接壤的邊界，距離克羅伊泰林山9.3公里，海拔高度1,639米，每年平均降雨量1,594毫米。